# Echten (Adelsgeschlecht)

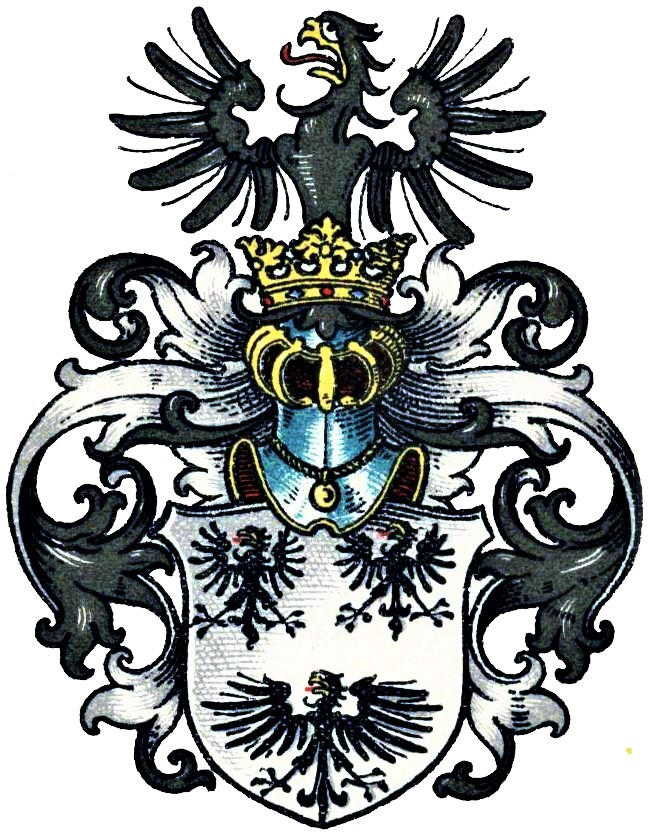
Wappen derer von Echten im Wappenbuch des Westfälischen Adels

Echten ist der Name eines niederländisch-westfälischen Adelsgeschlechts.

## Geschichte

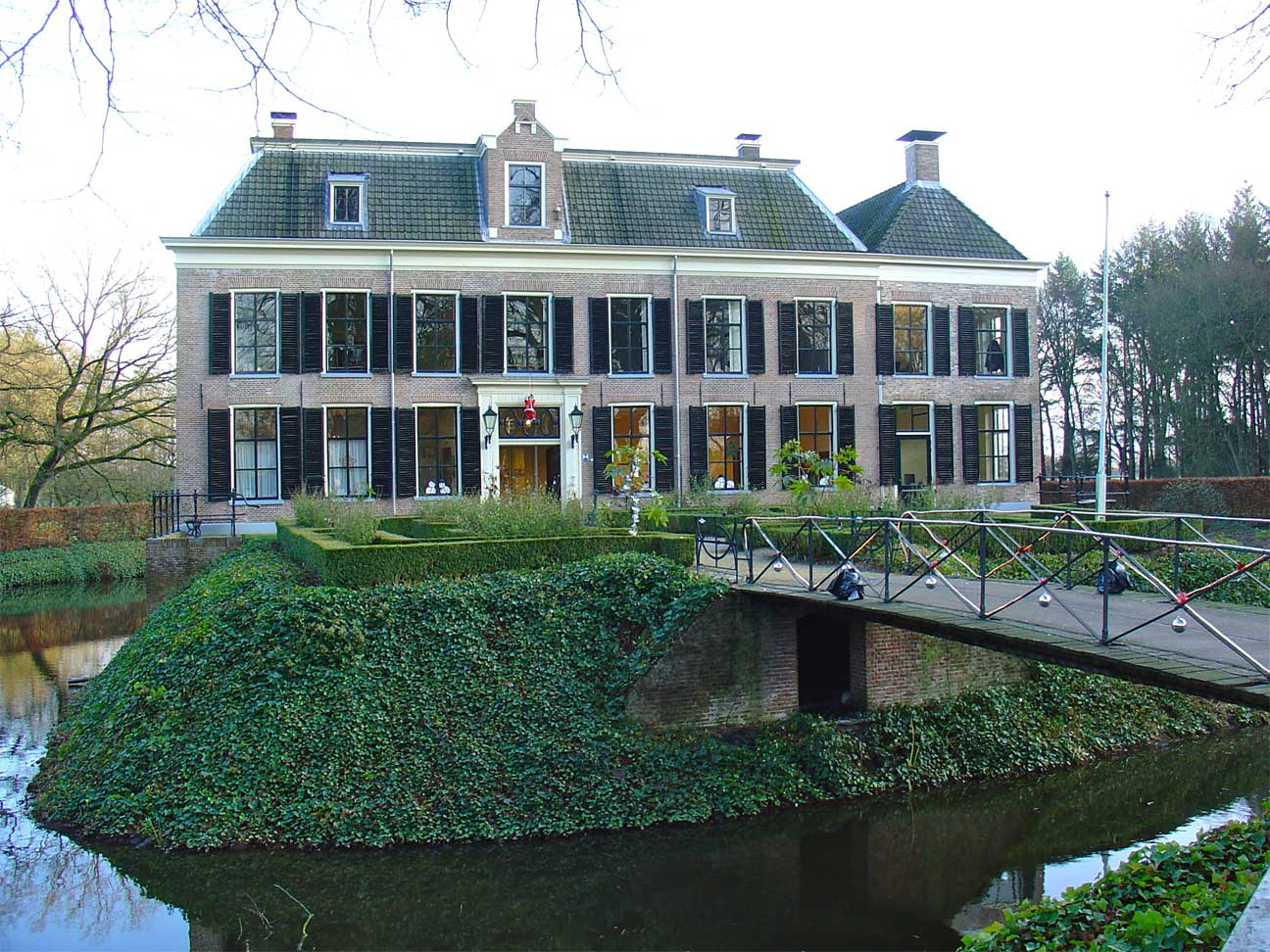
Huis te Echten

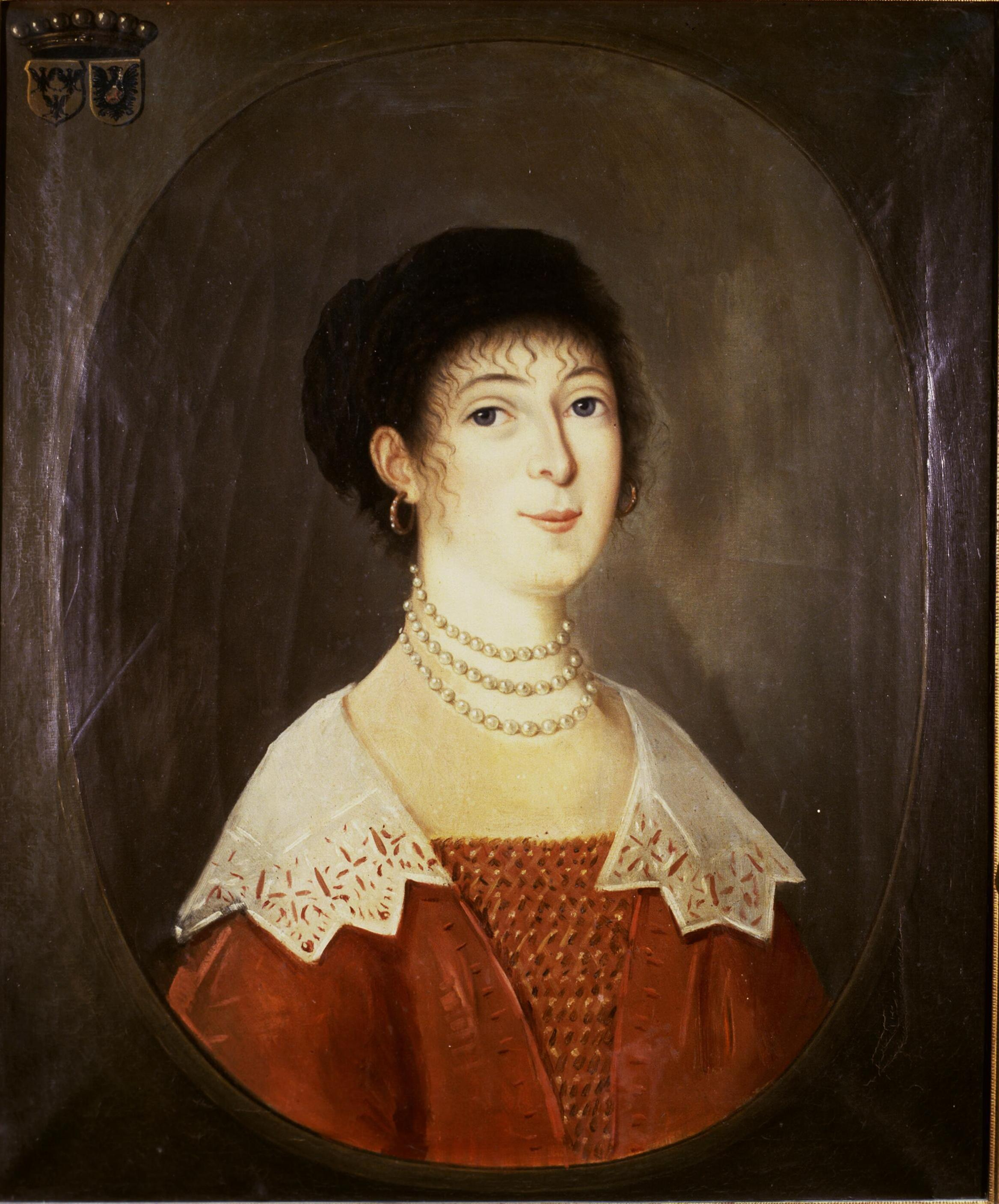
Anna Geertruida van Echten (1777–1854)

Das Geschlecht stammt ursprünglich aus Echten, Ortsteil der Gemeinde De Wolden in der niederländischen Provinz Drenthe. In dem Ort, der urkundlich erstmals 1181 als in villa Echtene erscheint, hatten die Herren von Echten ein Herrenhaus, das Huis te Echten. Das heute dort stehende Herrenhaus, das Anfang des 18. Jahrhunderts um einen Hof mit zwei Flügeln erweitert wurde, hat bis heute noch Elemente aus dem 15. Jahrhundert.
Das Geschlecht gehörte auch zur westfälischen Ritterschaft und stand wohl im Zusammenhang mit den ebenfalls niederländisch-stämmigen und zur westfälischen Ritterschaft zählenden Herren von Coeverden, die ein ähnliches Wappen führten.
Das Geschlecht starb um 1800 im Mannesstamm aus. Die Erbtochter Anna Gertrud von Echten (1777–1854) heiratete 1802 Rudolph Otto van Holthe und brachte das Haus Echten an die Familie Holthe.

## Wappen
Blasonierung: In Silber drei (2:1) schwarze Adler. Auf dem gekrönten Helm ein wachsender schwarzer Adler. Die Helmdecken sind schwarz-silbern.
Zedlitz-Neukirch gibt mit Verweis auf Siebmacher abweichend an, dass das Wappen drei rote Adler im silbernen Schild zeigt.
Die ebenfalls niederländisch-westfälischen Herren von Coeverden führten ein Wappen, das in Gold drei (2:1) rote Adler zeigte.